# Dicraeus
Dicraeus là một chi ruồi trong họ Chloropidae.